# Veiling bij afslag

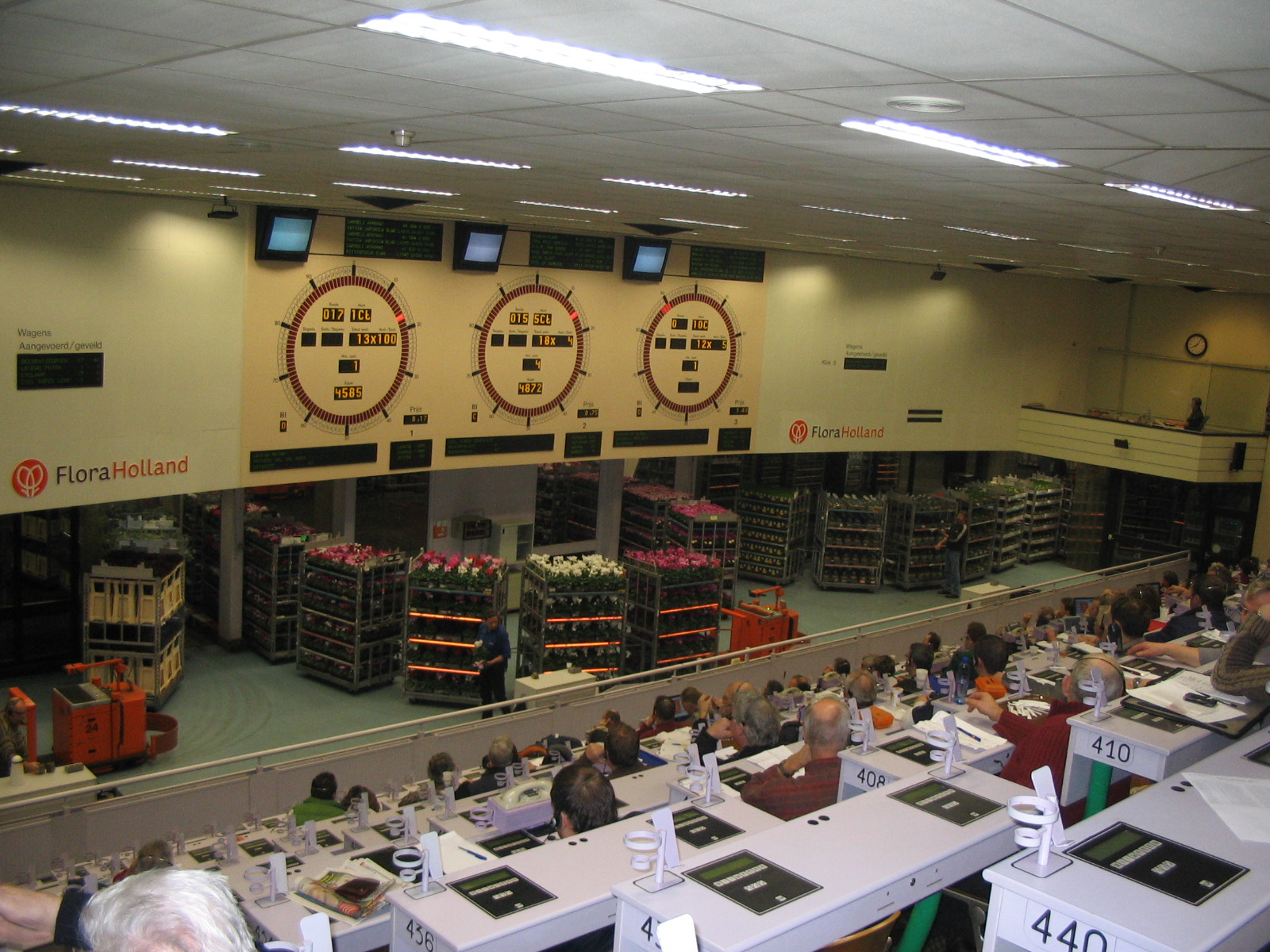
Drie veilingklokken bij FloraHolland in Bleiswijk.

Een veiling bij afslag of afslag bij afmijning is een veiling waarbij een product op een hoge prijs wordt ingezet, waarna de prijs daalt totdat iemand akkoord gaat. Deze veilingvorm wordt onder meer gebruikt op de bloemenveiling van Aalsmeer en door het Agentschap van de Generale Thesaurie. Het voordeel van deze manier van veilen is snelheid; er is maar één bod nodig voor het tot stand komen van een transactie. Bij een veiling bij opbod wordt gestart met een lage prijs waarna ieder een hoger bedrag kan bieden, totdat er niet meer geboden wordt.

## Geschiedenis
Deze vorm van veiling gaat al ver terug in de tijd en vindt vooral plaats bij land- en tuinbouwproducten en vis. Vroeger vond deze vorm van veilen mondeling plaats en de eerste handelaar die "mijn!" (d.w.z. "van mij!") riep kon aangeven welk deel van de partij voor die prijs werd overgenomen. Om het probleem te voorkomen dat meerdere handelaren gelijktijdig "mijn!" roepen, werd de veilingklok ingevoerd.

## Proces
Onder meer bloemenveilingen en visafslagen werken op deze wijze. De veiling gaat als volgt: de bieders zitten bij elkaar en krijgen de partij van het product te zien die wordt geveild. Voor deze partij wordt een prijs vastgesteld op de grote veilingklok. Deze prijs begint hoog waarna de prijs daalt (wat te zien is op de klok). Die bieder die als eerste drukt (vroeger "mijn" riep) koopt de partij. De kunst is om niet te vroeg te drukken want dan betaalt men te veel, maar bij te laat drukken heeft een andere koper de partij al gekocht. Wanneer de prijs onder een bepaalde waarde zakt wordt de klok stilgezet en komt er geen transactie tot stand. Men zegt dan ook wel dat de partij is "doorgedraaid". Dit fungeert als een minimumprijs.